# Шушков, Иван Алексеевич
Иван Алексеевич Шушков (28 апреля 1914 — 26 декабря 1993) — советский военный, государственный и политический деятель, генерал-лейтенант артиллерии, лауреат Ленинской премии.

## Биография
Родился в 1914 году в деревне Дудкино. Член КПСС.
С 1933 года — на хозяйственной работе, с 1939 года — на военной службе, общественной и политической работе. В 1933—1970 гг. — участковый зоотехник, старший зоотехник в Ленинградском и Рослятинском районах Вологодской области, красноармеец, выпускник Томского училища, Горьковского училища зенитной артиллерии, участник Великой Отечественной войны, командир 1465 зенап 45 зенад РГК, на командных должностях в зенитной артиллерии Советской Армии.
С 1962 года по 1969 год являлся начальником 8-го НИИП ПВО (научно-исследовательский испытательный полигон ПВО). Звание генерал-лейтенант артиллерии присвоено в 1966 году.
Делегат XXIII съезда КПСС.
Начальник штаба 2 отдела (первый штат будущего полигона ПВО) с 1951 по 1954 годы, начальник штаба в/ч 29139 с 1954 по 1960 годы. Начальник зенитной артиллерии и зенитных ракетных войск 4-й отдельной армии ПВО с 1960 по 1963 годы. Командир в/ч 29139 с 1962 по 1969 годы.
В 1965 году присвоено звание лауреата Ленинской премии за работу в области специального приборостроения. Награжден орденами Великой Отечественной войны 1 и 2 степеней, орденом Красной Звезды, пятнадцатью медалями Советского Союза.
За период его службы на полигоне ПВО в должностях начальника штаба и командира части в в/ч 29139 в небывало короткие сроки впервые в стране были созданы, испытаны и приняты на вооружение Войск ПВО три уникальные ЗРС (С-25, С-75 и С-125), которые позволили закрыть наше небо от непрошенных гостей.
Умер в 1993 году.
20 июня 2015 года в Знаменске произошло важное для города и полигона событие. По инициативе ветеранов военной службы на их собственные средства была изготовлена и установлена памятная доска бывшим начальникам полигона ПВО, участникам Великой Отечественной войны генерал-лейтенантам Ивану Алексеевичу Шушкову, Евгению Кирилловичу Спиридонову и Александру Андреевичу Дороненко. Разрешительные документы оформлены в соответствии с законодательством при поддержке главы ЗАТО Знаменск, администрации города и жителей дома № 15 по улице Ниловского, где жили военные руководители при исполнении служебных обязанностей.
Исполнилось 64 года со дня образования полигона ПВО на капустиноярской земле. 20 лет прошло с того времени, когда полигон ПВО перестал быть самостоятельной структурой и вошел с состав 4ГЦМП МО РФ.